# Colonização portuguesa de África
A colonização portuguesa de África foi o resultado dos descobrimentos e começou com a ocupação das Ilhas Canárias ainda no princípio do século XIV. A primeira ocupação dos portugueses na África foi a conquista de Ceuta em 1415. Mas a verdadeira "descoberta" de África iniciou-se um pouco mais tarde, mas ainda no século XV. 
Em 1460, Diogo Gomes descobre Cabo Verde e segue-se a ocupação das ilhas ainda no século XV, povoamento este que se prolongou até ao século XIX.
Durante a segunda metade do século XV os portugueses foram estabelecendo feitorias nos portos do litoral oeste africano. No virar do século, Bartolomeu Dias dobrou o Cabo da Boa Esperança, abrindo as portas para a colonização da costa oriental da África pelos europeus.
A partir de meados do século XVI (1558), os ingleses, os franceses e os holandeses duelaram com os portugueses pelas melhores zonas costeiras para o comércio de escravos. Os portugueses continuaram com Cabo Verde, São Tomé e Príncipe, Guiné-Bissau, Angola, Guiné Equatorial e Moçambique.
A colonização portuguesa de África, em particular dos territórios do interior verifica-se essencialmente no século XIX, após a assinatura do Tratado de Berlim em 1885. Entre outros territórios Portugal reivindicou, apresentando para tal o mapa cor-de-rosa, a região onde hoje se localizam Angola e Moçambique e os territórios entre estes ligando os Oceanos Atlântico e Oceano Indico. No entanto, as reinvindicações portuguesas chocavam com os interesses ingleses de ligar Cairo (Egito) a Cabo (África do Sul) através de linhas ferroviárias. Esta situação culminou no Ultimato Britânico de 1890, com Portugal abdicando desta ligação no Tratado Anglo-Português de 1891. A abdicação levaria ao aumento da contestação contra a Monarquia, que já se apresentava enfraquecida socialmente.

Data da Independência dos estados africanos

Com o final da Segunda Guerra Mundial e o início do processo de descolonização ao redor do mundo, o Estado Novo procurou manter as suas colónias, algo que levaria ao inicio da Guerra do Ultramar em 1961, em Angola, expandindo-se mais tarde para a Guiné-Bissau (1963) e Moçambique (1964). Este conflito duraria até 1974, a quando da Revolução dos Cravos. Com a exceção da Guiné-Bissau, que declarou independência em 1973 (reconhecida pelos portugueses em 1974) as colónias portuguesas receberiam suas independências em 1975, terminando assim a colonização portuguesa da África.